# Gunzenhausen
Gunzenhausen è un comune tedesco di 16 450 abitanti, situato nel Land della Baviera. È il secondo centro per popolazione del circondario di Weißenburg-Gunzenhausen.

## Storia
Fu insediamento militare romano di un'unità ausiliaria (a partire dalla metà del II secolo sotto la dinastia degli Antonini).

## Geografia fisica
Gunzenhausen si trova nel contesto del "Naturpark Altmühltal", a 45 km da Norimberga, 19 da Weißenburg e da Treuchtlingen, e circa 60 dalla città danubiana di Donauwörth.
Il suo territorio è bagnato dal fiume Altmühl.

## Politica
Il sindaco di Gunzenhausen attualmente in carica (2007) è Gerhard Trautner.

## Amministrazione

### Gemellaggi
- Frankenmuth - Stati Uniti
- Isle - Francia